# Predator: Forever Midnight
Predator: Forever Midnight es una novela de ciencia ficción, acción y terror, escrita por el estadounidense John Shirley. La novela está ambientada en el universo de las películas de Depredador.

## Sinopsis
La novela se ambienta en el año 2117. La humanidad ha sido capaz de colonizar las estrellas gracias a la aplicación de ingeniería inversa en tecnología extraterrestre. Un grupo de colonos son enviados a colonizar y terraformar un planeta que siempre recibe iluminación natural, por lo que nunca es de noche. Este planeta es irónicamente llamado Midnight (medianoche). La única amenaza interplanetaria que se conoció fueron la raza de los Depredadores, pero la última vez que se les vio fue hace más de 100 años, o eso se pensaba, pues los Depredadores habitaban Midnight y tomaron como rehenes a un grupo de colonos, que serían utilizados como presas en sus nuevas partidas de caza. Ahora la otra parte de los colonos deberá hacer a un lado su plan inicial de colonización y convertirlo en una misión de rescate.
En su libro, Shirley modifica algunas cosas de la mitología principal del universo de Depredador, creando una nueva subcultura dentro del sistema de los yautja. Se trata de los Hish-Qu-Ten —o solo Hish, para acortar—, que poseen su propia cultura, su propia lengua, y sus propios rituales.